# Ред-Сідар (Вісконсин)
Ред-Сідар (англ. Red Cedar) — місто (англ. town) в США, в окрузі Данн штату Вісконсин. Населення — 2359 осіб (2020).

## Демографія
Згідно з переписом 2010 року, у місті мешкало 2086 осіб у 755 домогосподарствах у складі 606 родин. Було 796 помешкань
Расовий склад населення:
| - 97,4 % — білих - 0,8 % — азіатів - 0,4 % — чорних або афроамериканців - 0,3 % — корінних американців |

До двох чи більше рас належало 0,9 %. Частка іспаномовних становила 0,8 % від усіх жителів.
За віковим діапазоном населення розподілялося таким чином: 26,3 % — особи молодші 18 років, 63,6 % — особи у віці 18—64 років, 10,1 % — особи у віці 65 років та старші. Медіана віку мешканця становила 39,5 року. На 100 осіб жіночої статі у місті припадало 101,7 чоловіків;  на 100 жінок у віці від 18 років та старших — 97,6 чоловіків також старших 18 років.
Середній дохід на одне домашнє господарство  становив 85 900 доларів США (медіана — 77 831), а середній дохід на одну сім'ю — 93 319 доларів (медіана — 83 448). Медіана доходів становила 50 208 доларів для чоловіків та 40 682 долари для жінок. За межею бідності перебувало 4,5 % осіб, у тому числі 9,6 % дітей у віці до 18 років та 2,7 % осіб у віці 65 років та старших.
Цивільне працевлаштоване населення становило 1187 осіб. Основні галузі зайнятості: освіта, охорона здоров'я та соціальна допомога — 22,9 %, виробництво — 17,9 %, роздрібна торгівля — 15,2 %.